# 统一人民解放阵线
统一人民解放阵线（羅馬化：Jedinstveni narodnooslobodilački front，缩写为，JNOF），简称人民解放阵线，是第二次世界大战时期南斯拉夫的一个反法西斯政治组织，成立于1941年。
该组织由南斯拉夫共产党领导，联合了在被纳粹德国占领的南斯拉夫王国境内的几乎所有共和主义、联邦主义和左翼的政党和个人。该组织为南斯拉夫抵抗运动和南斯拉夫游击队提供了政治支持。
1945年8月，随着游击队赢得战争，统一人民解放阵线改组为南斯拉夫人民阵线，并以其名义赢得战后南斯拉夫首次议会选举（作为唯一参选者）。